# Fabio Lione

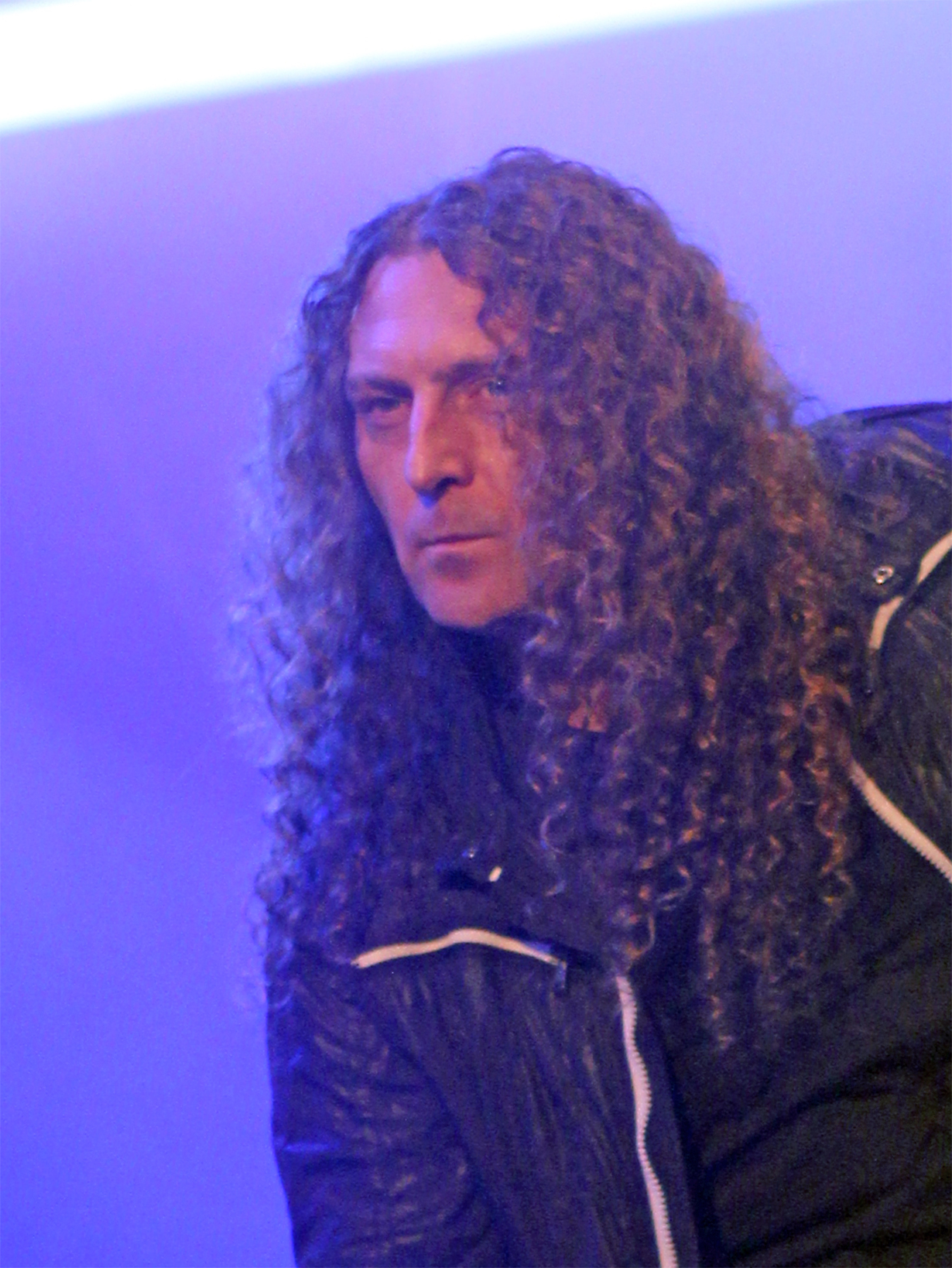
Fabio Lione 2014

Fabio Lione (* 9. Oktober 1973 in Pisa, Italien; eigentlich Fabio Tordiglione) ist ein italienischer Metal-Sänger und Eurobeat-Musiker, der bei mehreren Bands tätig ist und war, die bekannteste davon ist Rhapsody of Fire.

## Biographie

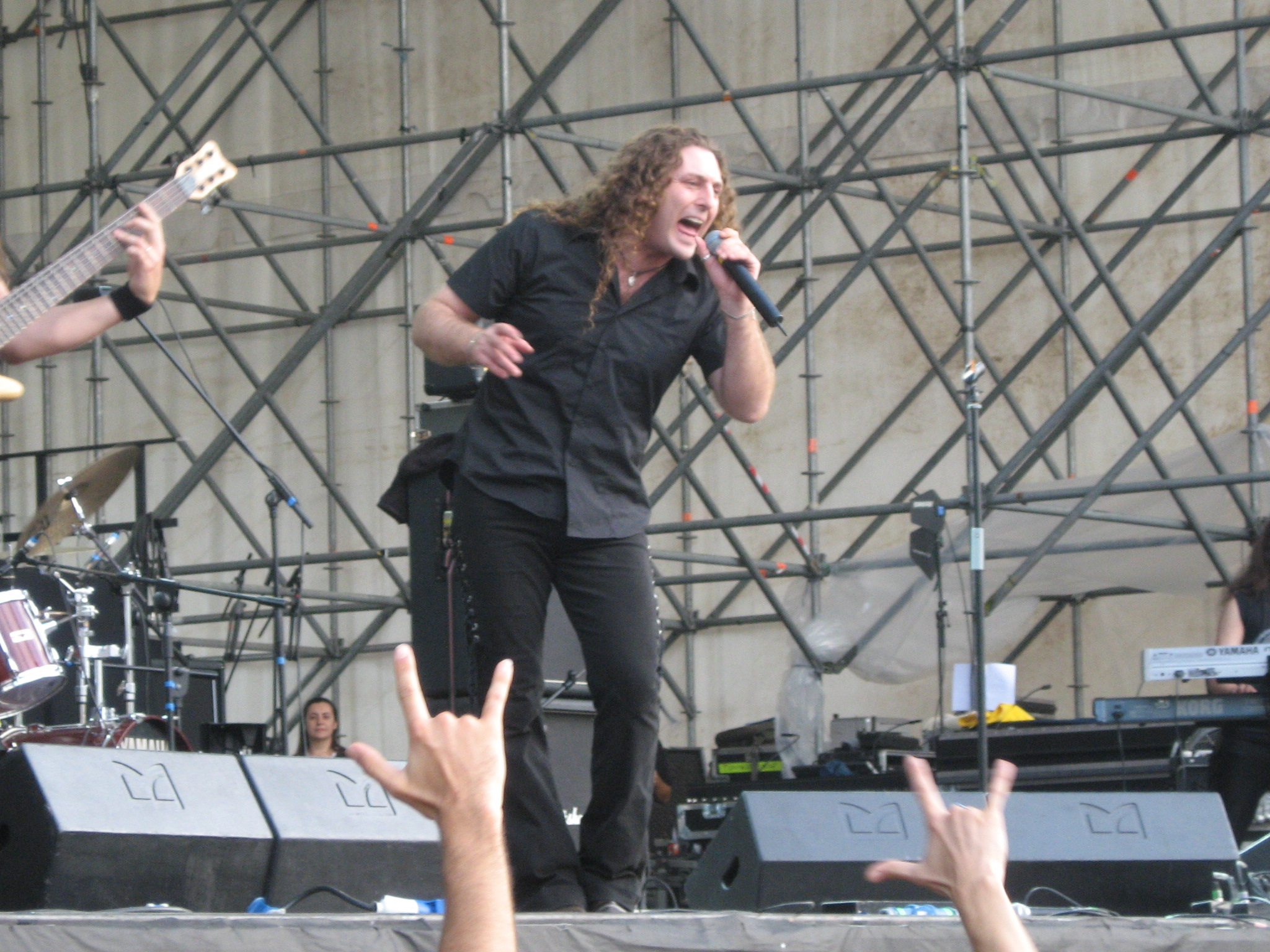
Fabio Lione bei einem Auftritt 2008

Fabio Lione, geboren am 9. Oktober 1973 als Fabio Tordiglione, war als Kind sehr natur- und tierinteressiert und spielte gerne Videospiele. Sein erstes Musikalbum aus dem Bereich Metal bzw. Hard Rock kaufte er im Alter von 14 Jahren in Form von The Final Countdown von Europe. Als er das Titellied des Albums nachsang, entdeckte ein Klassenkamerad sein Talent. Fabio konnte die Noten zwar nicht gut lesen, sang die hohen Tonlagen des Europe-Sängers Joey Tempest aber sehr ähnlich nach. Daher nahm er Gesangsunterricht und sang sowohl Lieder einiger englischsprachiger Rockbands als auch Lieder von Luciano Pavarotti nach.
Nach einem Besuch des Monsters-of-Rock-Festival begann er im Alter von 17 Jahren mit einer kleinen Jugendband Rock ’n’ Roll zu covern. Er entdeckte seine musikalische Vorliebe für Vertreter des Progressive Metals, wie Queensryche, Fates Warning und Crimson Glory. 1993 nahm eine Demotape mit der Progressive-Metal-Band Athena auf und spielte 20 Konzerte. Unter dem Pseudonym Joe Terry trat er zusätzlich der Band Labyrinth bei, mit der er eine weitere Demo einspielte. Außerdem schloss er die technische Hochschule mit durchschnittlichen Noten ab. Er nahm eine Mini-CD mit Labyrinth auf und ein Jahr später das Album No Limits, stieg jedoch im gleichen Jahr aus der Band aus.
1997, im Alter von 24 Jahren, stieß er zur Power-Metal-Band Rhapsody of Fire, damals noch Rhapsody, und produzierte ein Album mit ihnen. Ein Jahr später folgte das zweite und im selben Jahr erschien auch ein Album von Athena, auf dem er sang. Nach der Veröffentlichung entschied man jedoch die Band aufzulösen. 1999 stieg er in die Band Vision Divine ein, bei der sein ehemaliger Kollege Olaf Thorsen aus Labyrinth-Zeiten Gitarre spielte. Im Oktober wurde ihr erstes Album veröffentlicht. In diesem Jahr sang er außerdem noch als Gast-Sänger auf dem Ayreon-Album Flight of the Migrator.
2000 kam das dritte Rhapsody-Album heraus und er hatte mit dieser Band eine Europa-Tour zusammen mit bekannten Bands wie Sonata Arctica und Stratovarius. Außerdem spielte er erstmals beim Wacken-Festival mit. Außerdem erschienen erste Eurobeat-Lieder von Lione (unter dem Namen J.Storm) auf den Samplern der Reihe Super Eurobeat. Im nächsten Jahr erschienen eine Rhapsody-EP und ein Album, er war sehr viel auf Tour mit seinen beiden Bands und spielte unter anderem auf dem Gods of Metal-Festival in Italien und dem Rock Machina-Festival in Spanien. 2002 erschienen wieder zwei neue Alben, jeweils eins von jeder Band. Wieder war er viel auf Tour, das erste Mal mit Rhapsody als Headliner. Er beschloss sich in Zukunft nur auf Rhapsody und sein neues Soloprojekt zu konzentrieren und verließ Vision Divine im Dezember 2003. Dieses Solo-Projekt soll eine Mischung aus Balladen und Metal-Songs hervorbringen. Es wurden später noch zwei weitere Alben mit Rhapsody veröffentlicht.
2010 und 2011 vertrat Lione den erkrankten Kamelot-Sänger Roy Khan auf der Poetry-for-the-Poisoned-Tournee. Seit 2013 tritt er mit Angra auf. Zuerst nur als Interimslösung angedacht, ist er inzwischen fester Bestandteil der Band. Am 29. September 2016 gab der Sänger seinen Ausstieg aus Rhapsody of Fire bekannt. Seine neue Band ist Eternal Idol, die Anfang Dezember 2016 ihr Debütalbum veröffentlichte. 2017 trat er außerdem der Band Steel Seal bei und ist auf deren aktuellem Album The Lion’s Den zu hören. Zwischen 2017 und 2018 war Lione außerdem mit Luca Turilli und weiteren früheren Bandkollegen als Teil der Rhapsody Reunion auf Tournee; daraus ging die neue Band Turilli / Lione Rhapsody hervor, in der Lione nun wieder Leadsänger ist.

## Diskografie

### Rhapsody of Fire
Vollständige Diskografie: Rhapsody of Fire#Diskografie

Studioalben

| Jahr | Titel                                            | Höchstplatzierung, Gesamtwochen, AuszeichnungChartplatzierungen (Jahr, Titel, Platzierungen, Wochen, Auszeichnungen, Anmerkungen) | Höchstplatzierung, Gesamtwochen, AuszeichnungChartplatzierungen (Jahr, Titel, Platzierungen, Wochen, Auszeichnungen, Anmerkungen) | Höchstplatzierung, Gesamtwochen, AuszeichnungChartplatzierungen (Jahr, Titel, Platzierungen, Wochen, Auszeichnungen, Anmerkungen) | Höchstplatzierung, Gesamtwochen, AuszeichnungChartplatzierungen (Jahr, Titel, Platzierungen, Wochen, Auszeichnungen, Anmerkungen) | Höchstplatzierung, Gesamtwochen, AuszeichnungChartplatzierungen (Jahr, Titel, Platzierungen, Wochen, Auszeichnungen, Anmerkungen) | Anmerkungen                                        |
| Jahr | Titel                                            | DE | AT | CH | IT | FR | Anmerkungen                                        |
| ---- | ------------------------------------------------ | --- | --- | --- | --- | --- | -------------------------------------------------- |
| 1997 | Legendary Tales                                  | — | — | — | — | — |                                                    |
| 1998 | Symphony of Enchanted Lands                      | DE54 (2 Wo.)DE | — | — | IT22 (2 Wo.)IT | — |                                                    |
| 2000 | Dawn of Victory                                  | DE32 (3 Wo.)DE | — | — | IT49 (3 Wo.)IT | FR56 (1 Wo.)FR |                                                    |
| 2001 | Rain of a Thousand Flames                        | — | — | — | — | FR117 (1 Wo.)FR | ursprünglich EP, nachträglich als Album betrachtet |
| 2002 | Power of the Dragonflame                         | DE30 (4 Wo.)DE | — | — | IT15 (4 Wo.)IT | FR34 (4 Wo.)FR |                                                    |
| 2004 | Symphony of Enchanted Lands II – The Dark Secret | DE33 (2 Wo.)DE | — | CH62 (2 Wo.)CH | — | FR27 (5 Wo.)FR |                                                    |
| 2006 | Triumph or Agony                                 | DE64 (1 Wo.)DE | — | CH74 (1 Wo.)CH | IT18 (3 Wo.)IT | FR59 (3 Wo.)FR |                                                    |
| 2010 | The Frozen Tears of Angels                       | DE33 (1 Wo.)DE | AT58 (1 Wo.)AT | CH39 (1 Wo.)CH | IT31 (4 Wo.)IT | FR51 (3 Wo.)FR |                                                    |
| 2011 | From Chaos to Eternity                           | DE56 (1 Wo.)DE | — | CH48 (1 Wo.)CH | IT58 (2 Wo.)IT | FR81 (1 Wo.)FR |                                                    |
| 2013 | Dark Wings of Steel                              | — | — | — | — | — |                                                    |
| 2016 | Into the Legend                                  | DE47 (1 Wo.)DE | — | CH34 (1 Wo.)CH | IT76 (2 Wo.)IT | — |                                                    |

### Labyrinth
- 1995: Piece of Time (Mini-CD)
- 1996: No Limits

### Athena
- 1998: A New Religion?

### Vision Divine
- 1999: Vision Divine
- 2000: Eagle Fly Free auf The Keepers of Jericho
- 2002: Send Me an Angel
- 2009: 9 Degrees West of the Moon
- 2012: Destination Set to Nowhere

### Angra
- 2014: Newborn Me
- 2015: Secret Garden
- 2018: Omni
- 2023: Cycles of Pain

### Eternal Idol
- 2016: The Unrevealed Secret

### Steel Seal
- 2017: The Lion’s Den

### Weitere Projekte mit einmaliger Beteiligung
- 2013: Hollow Haze - Countdown to Revenge
- 2013: Ives Gullé - Héroe
- 2013: Kaledon - Altor: The King’s Blacksmith
- 2014: Timo Tolkki’s Avalon - Angels of the Apocalypse

### Gastauftritte
- 1999: Ayreon - Flight of the Migrator 2 (Gesang bei Through the Wormhole)
- 2002: Beto Vazquez Infinity (Gesang bei The Battle of the Past)
- 2010: SpellBlast - Battlecry (Gesang bei History of a Siege: Heroes und History of a Siege: Slaughter)
- 2010: Sebastien - Tears of White Roses (Gesang bei Dorian und Fields of Chlum (1866 A.D.))
- 2011: Infinita Symphonia - A Mind’s Chronicle (Gesang bei Here There’s No Way)
- 2011: Vexilium - The Wandering Notes (Gesang bei The Traveller)
- 2012: The Majesite - ShiHuangDi (Gesang bei End of the Days)
- 2014: Ancient Bards - A New Dawn Ending (Gesang bei The Last Resort)
- 2014: Astral Domine - Arcanum Gloriae (Gesang bei Where Heroes Die)
- 2014: Flashback of Anger - Terminate and Stay Resident (bei Black Prince)
- 2018: Nanowar of Steel - Stairway to Valhalla (Gesang bei Barbie, MILF Princess Of The Twilight)

### Beiträge auf Samplern als J.Storm
- 2000: Eyes of the Tiger auf Super Eurobeat Vol. 101
- 2000: Music auf Super Eurobeat Vol. 105
- 2000: I Wanna Be Your Rainbow auf Super Eurobeat Vol. 106
- 2000: I Wanna Be Your Rainbow auf Super Eurobeat Vol. 108 – Non-Stop Megamix
- 2000: Born to Make Music auf Super Eurobeat Vol. 109
- 2000: Born to Make Music auf The Best of Super Eurobeat 2000 ~Non-Stop Megamix~
- 2001: Ave Maria Op.52 No.6 auf Eurobeat Disney 3
- 2001: The Power of the Dance auf Super Eurobeat Vol. 115
- 2001: Dancin’ in My Dream auf Super Eurobeat Vol. 122
- 2001: Dancin’ in My Dream auf The Best of Super Eurobeat 2001 ~Non-Stop Megamix~
- 2002: Rock the Universe auf Super Eurobeat Presents Euromach 13
- 2002: We Are the Children of Rock auf Super Eurobeat Presents Euromach 15
- 2002: We Are the Children of Rock und Rock the Universe auf Super Eurobeat Presents Euromach Final
- 2003: Demolition auf Super Eurobeat Vol. 135
- 2003: Demolition auf Super Eurobeat Vol. 137 – Non-Stop Megamix
- 2003: Gettin’ You Gettin’ Me auf Super Eurobeat Vol. 140 - Anniversary Non-Stop Mix Request Countdown 2003
- 2003: Gettin’ You Gettin’ Me auf Super Eurobeat Presents JGTC Special 2003 -Second Round-
- 2003: We Are the Children of Rock (12”)
- 2004: Gettin’ You Gettin’ Me auf Super Eurobeat Vol. 144
- 2004: Shout auf Super Eurobeat Vol. 153
- 2005: Vision of Paradise auf Super Eurobeat Vol. 157
- 2005: Vision of Paradise (Extended Mix) auf Super Eurobeat Presents 12" Collection Vol. 1
- 2005: Shout (Extended Mix) auf Super Eurobeat Presents 12" Collection Vol. 4
- 2005: Shout auf Super Eurobeat Presents Super GT 2005
- 2005: Vision of Paradise auf Super Eurobeat Presents Super GT 2005 Second Round
- 2005: We Are the Children of Rock auf Super Eurobeat Vol. 160 - Anniversary Non-Stop Mix Request Countdown 2005
- 2006: Vision of Paradise auf Super Eurobeat Vol. 170 – Super Anniversary Non-Stop Mix 2006
- 2008: Vision of Paradise auf D1 Grand Prix Presents Tokyo Drift
- 2010: Gettin’ You Gettin’ Me und Dancing in My Dreams auf 2010 D1 Grand Prix Presents Tokyo Drift
- 2013: Dance into the Fire auf Super Eurobeat Vol. 226 - Extended Version

## Belege
1. ↑  Alexandra Michels: Rhapsody of Fire: Fabio Lione steigt aus, November-Konzerte abgesagt. In: RockHard.de. 29. September 2016, archiviert vom Original (nicht mehr online verfügbar) am 29. September 2016; abgerufen am 29. September 2016.
2. ↑  Rhapsody of Fire Recruits Singer Giacomo Voli. In: Blabbermouth.net. 11. November 2016, abgerufen am 13. November 2016 (englisch).
3. ↑  Chartquellen (Alben und EPs):
  - Alben von Rhapsody of Fire. In: offiziellecharts.de. GfK Entertainment, abgerufen am 6. Mai 2015 (DE).
  - Alben von Rhapsody (of Fire). In: Austriancharts.at. Hung Medien, abgerufen am 6. Mai 2015 (AT).
  - Alben von Rhapsody (of Fire). In: Hitparade.ch. Hung Medien, abgerufen am 6. Mai 2015 (CH).
  - Guido Racca & Chartitalia: Top 100 FIMI Album. Lulu, 2013, S. 161 (IT bis 2012).
  - Alben von Rhapsody (of Fire). In: LesCharts.com. Hung Medien, abgerufen am 6. Mai 2015 (FR).

| Personendaten    | Personendaten                    |
| ---------------- | -------------------------------- |
| NAME             | Lione, Fabio                     |
| ALTERNATIVNAMEN  | Tordiglione, Fabio (Geburtsname) |
| KURZBESCHREIBUNG | italienischer Sänger             |
| GEBURTSDATUM     | 9. Oktober 1973                  |
| GEBURTSORT       | Pisa, Italien                    |